# Municipio de Sugar Bush (condado de Beltrami)
El municipio de Sugar Bush (en inglés: Sugar Bush Township) es un municipio ubicado en el condado de Beltrami en el estado estadounidense de Minnesota. En el año 2010 tenía una población de 247 habitantes y una densidad poblacional de 2,72 personas por km².

## Geografía
El municipio de Sugar Bush se encuentra ubicado en las coordenadas 47°31′44″N 94°36′35″O / 47.52889, -94.60972. Según la Oficina del Censo de los Estados Unidos, el municipio tiene una superficie total de 90.84 km², de la cual 76,18 km² corresponden a tierra firme y (16,14 %) 14,66 km² es agua.

## Demografía
Según el censo de 2010, había 247 personas residiendo en el municipio de Sugar Bush. La densidad de población era de 2,72 hab./km². De los 247 habitantes, el municipio de Sugar Bush estaba compuesto por el 71,26 % blancos, el 25,51 % eran amerindios y el 3,24 % eran de una mezcla de razas. Del total de la población el 0,81 % eran hispanos o latinos de cualquier raza.